# 吉纳尔特-帕朗蒂
吉纳尔特-帕朗蒂（法語：Guinarthe-Parenties，法語發音：[ɡinaʁt paʁɛ̃ti]）是法国比利牛斯-大西洋省的一个市镇，属于奥洛龙-圣玛丽区。该市镇于1842年由原市镇吉纳尔特（Guinarthe）和帕朗蒂（Parenties）合并而成。

## 地理
吉纳尔特-帕朗蒂（43°23'0"N, 0°56'55"W）面积2.48 平方千米，位于法国新阿基坦大区大西洋比利牛斯省，该省份为法国东南部省份，涵盖了贝阿恩与北巴斯克，西临大西洋比斯開灣，北至朗德省，东北接热尔省，东临上比利牛斯省，南与西班牙接壤。
与吉纳尔特-帕朗蒂接壤的市镇（或旧市镇、城区）包括：欧特维耶勒-圣马丹-比德朗、奥瑟兰里瓦雷特、圣格拉迪-阿里沃-米南、索沃泰尔德贝阿恩。
吉纳尔特-帕朗蒂的时区为UTC+01:00、UTC+02:00（夏令时）。

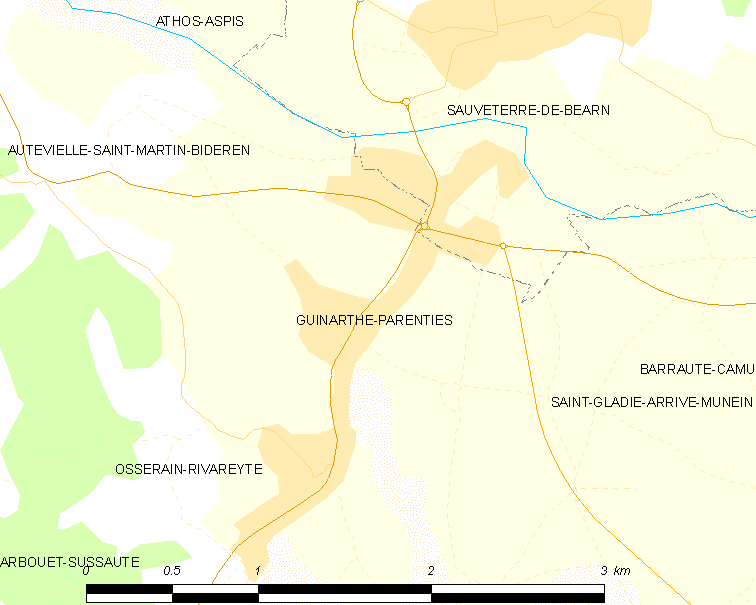
吉纳尔特-帕朗蒂的OSM定位图

## 行政
吉纳尔特-帕朗蒂的邮政编码为64390，INSEE市镇编码为64251。

## 政治
吉纳尔特-帕朗蒂所属的省级选区为奥尔泰兹-激流与盐之地县。

## 人口

1962-2008年间吉纳尔特-帕朗蒂人口变化图示

吉纳尔特-帕朗蒂于2022年1月1日时的人口数量为225人。